# Valle del Chienti
La Valle del Chienti o anche Val di Chienti è la valle delle Marche formata dal fiume Chienti. Si estende per circa 1.300 km² nelle provincie di Macerata e in parte in quella di Fermo.
Seguendo il fiume Chienti, lungo il suo corso attraverso la valle si incontrano il monastero di Santa Maria a Pie' di Chienti del IX secolo in ottimo stile lombardo nel comune di Montecosaro, a circa 10 km dal mare, proseguendo verso Macerata, nel territorio di Corridonia, si incontra la Chiesa di San Claudio al Chienti, sorta intorno all'abitato romano di Pausolae, riedificata attorno al 1030 da Uberto di
Fermo rimaneggiata nel 1250 da parte del vescovo Pandolfo, presenta una originale architettura romanica; si incontra poi l'abbazia di Chiaravalle di Fiastra, splendido e unico esempio di architettura cistercense nella zona fondata nel 1142, fu un importante centro religioso con più di 200 monaci, e determinante nell'organizzazione del territorio da cui dipendevano molte proprietà e fattorie; vi è poi il Castello della Rancia di Tolentino, che in origine era una fattoria fortificata dei monaci.
Infine nella valle si trovano anche i resti della colonia romana di Urbs Salvia nell'odierna Urbisaglia con il Museo della civiltà contadina, il Museo di Storia naturale, il Museo archeologico statale di Urbisaglia.

## Clima
Il clima della Valle del Chienti è di tipo temperato mediterraneo in bassa collina, appenninico nell'alto e medio corso del fiume. Le precipitazioni medie annue sono più intense nel settore montano.

## Comunicazioni
La Valle del Chienti è attraversata lungo la costa adriatica Autostrada A14, mentre è attraversata nella sua lunghezza dalla Strada statale 77 della Val di Chienti in tutta la sua lunghezza e dalla linea ferroviaria Civitanova Marche - San Severino.